# دروزویل (نیوهمپشایر)
دروزویل (به انگلیسی: Drewsville) یک منطقهٔ مسکونی در ایالات متحده آمریکا است که در شهرستان چشایر، نیوهمپشایر واقع شده‌است. دروزویل ۱۴۶٫۰ متر بالاتر از سطح دریا واقع شده‌است.